# Iso Rivolta

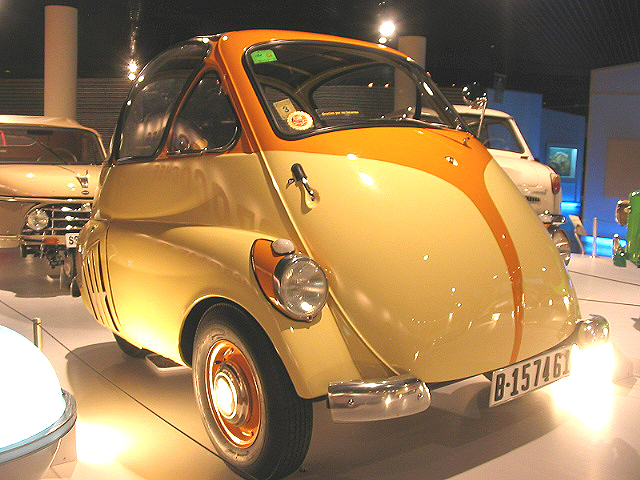
Iso Isetta italiano de 1954

Iso Rivolta fue un pequeño fabricante italiano de automóviles activo entre 1953 y 1962. Originalmente construía escúteres (motonetas) y motocicletas de dos tiempos, pero más tarde fabricó deportivos de lujo.
El primer éxito comercial vino de la mano de un microcoche que, aunque parecía de tres ruedas, en realidad era de cuatro: el eje trasero era muy corto y las ruedas estaban muy juntas, casi pegadas. Se llamaba Isetta. La licencia fue vendida a BMW en Alemania, VELAM en Francia y Romi en Brasil. El Isetta también fue fabricado en el Reino Unido.
Desde 1961, la compañía se dedicó a fabricar coches deportivos de lujo en series limitadas. Los automóviles eran propulsados por motores V-8 Chevrolet y las carrocerías eran diseñadas por Ghia y Bertone.

## Historia
Iso se llamó inicialmente 'Isotermos' y fabricó unidades de refrigeración antes de la Segunda Guerra Mundial. La empresa fue fundada en Génova en 1939, pero fue transferida a Bresso en 1942 por Renzo Rivolta, un ingeniero y heredero de una familia de industriales. El negocio fue refundado tras la compra de BMW en 1962 para reflejar la producción de transporte motorizado. Renzo Rivolta murió en 1966, y su hijo, Piero, asumió el cargo de director gerente. A principios de 1973, la familia Rivolta cedió el negocio a un financiero italo-estadounidense llamado Ivo Pera, quien ofreció aportar los conocimientos de gestión estadounidenses a la empresa. El negocio volvió a llamarse Iso Motors, antes de quebrar en 1974.

### Primeros años: motocicletas

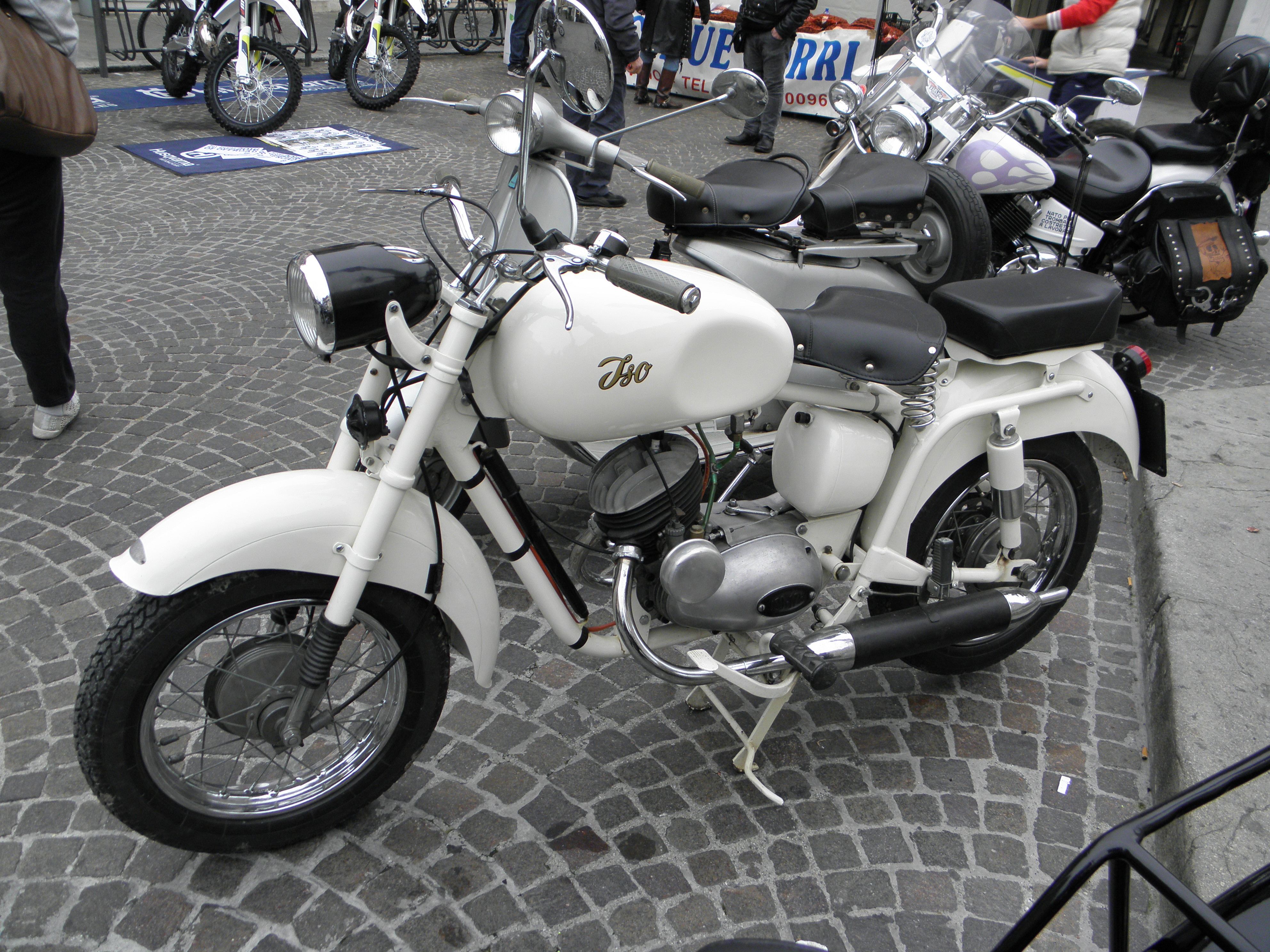
ISOmoto

En sus orígenes dedicada a la fabricación de electrodomésticos, la empresa volvió a estar activa después de la Segunda Guerra Mundial, especializándose a partir de entonces en la fabricación de vehículos. En 1948 comenzó a fabricar motocicletas, escúteress y otros vehículos de motor (como motocicletas de transporte de tres ruedas). Entre sus modelos más conocidos de esta época, figuran el 'Furetto' (1948), el 'Isoscooter' (1950), el 'Isocarro' (1951), la 'Isomoto' (1954), el 'Isosport' (1953) y el 'Iso Diva'. La última motocicleta Iso fue la 'Iso 500', presentada en 1961. Las Isomotos eran conocidas por ser caras, pero duraderas y bien construidas.
En 1967, Iso Rivolta también construyó una serie de motos de nieve llamadas 'Iso Neve'. El modelo más popular fue el 'Flying Iso', construido en colaboración con De Tomaso y distribuido por esta última empresa en América del Norte y Canadá.

### Década de 1950: coche burbuja Isetta

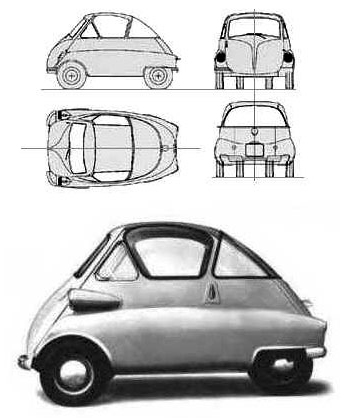
Iso Isetta Turismo

A mediados de la década de 1950, después del éxito del negocio de fabricación de motocicletas, Iso comenzó a desarrollar un automóvil urbano en miniatura, diseñado y concebido por los ingenieros aeronáuticos Ermenegildo Preti y Pierluigi Raggi. Inicialmente el automóvil tenía solo tres ruedas, pero luego se agregó una cuarta rueda por razones de estabilidad. Con las dos ruedas traseras muy juntas, se eliminó la necesidad de un diferencial, lo que resultó en un ahorro de peso. El resultado recibió el nombre de 'Isetta Bubble Car', que tenía un inusual diseño con forma de huevo y una puerta de entrada frontal con la que también se movía el volante y la columna de dirección fuera de la zona de paso para facilitar el acceso a la cabina. El coche estaba propulsado por un motor de motocicleta de dos cilindros situado en la parte trasera, mientras que un portaequipajes en la parte trasera proporcionaba un pequeño espacio de almacenamiento. Fue presentado en el Salón del Automóvil de Turín de 1953. Se fabricaron unos 20.000 de estos coches burbuja. A partir de 1954, el Isetta fue licenciado a fabricantes de automóviles en varios países debido a las lentas ventas en el mercado interno. Se vendieron licencias en Francia (por VELAM), España, Gran Bretaña y Brasil (por Romi-Iso). El más exitoso, sin embargo, fue el Isetta alemán construido por BMW. El BMW-Isetta pasó a empequeñecer los volúmenes de producción de Iso y se convirtió en uno de los microcoches alemanes más vendidos en las décadas de 1950 y 1960. En 1962 se habían vendido alrededor de 130.000 unidades. 
I que comprada por BMW en 1962
.

### Década de 1960: coches de alto rendimiento

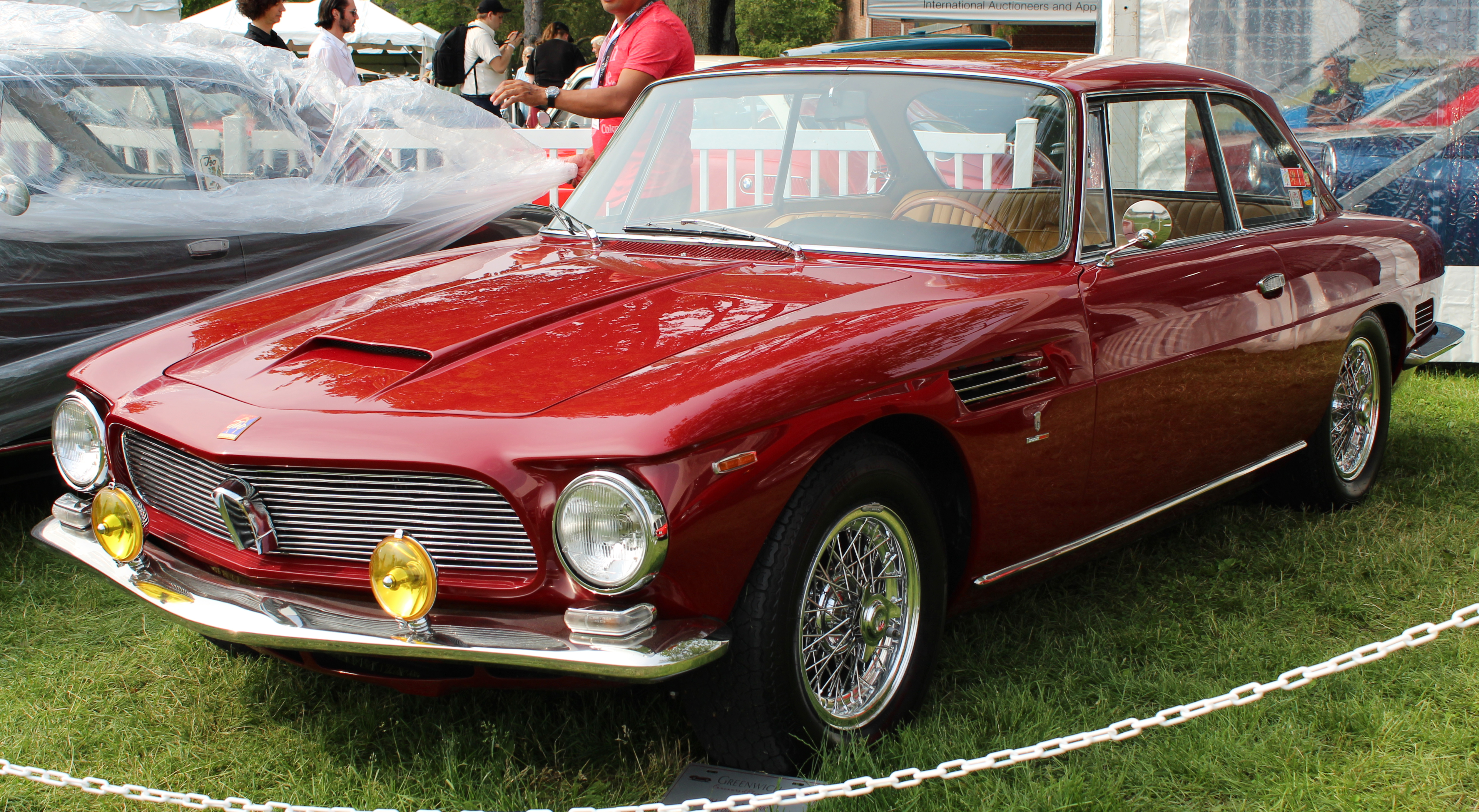
IR 300, el primer Gran Turismo construido por la compañía

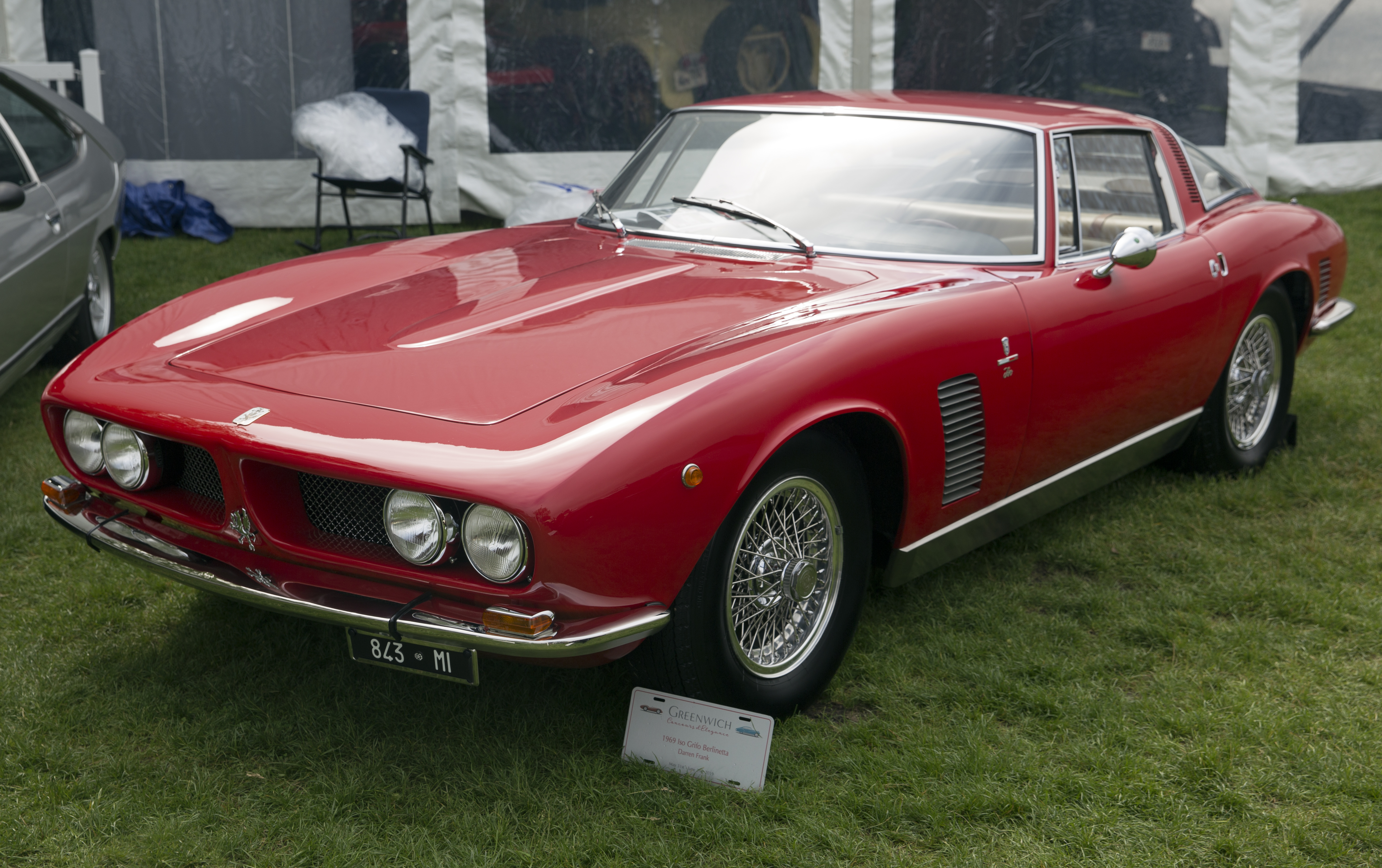
El Iso Grifo, sería el modelo más conocido de la compañía, convirtiéndose en el origen de Rivolta Bizzarrini

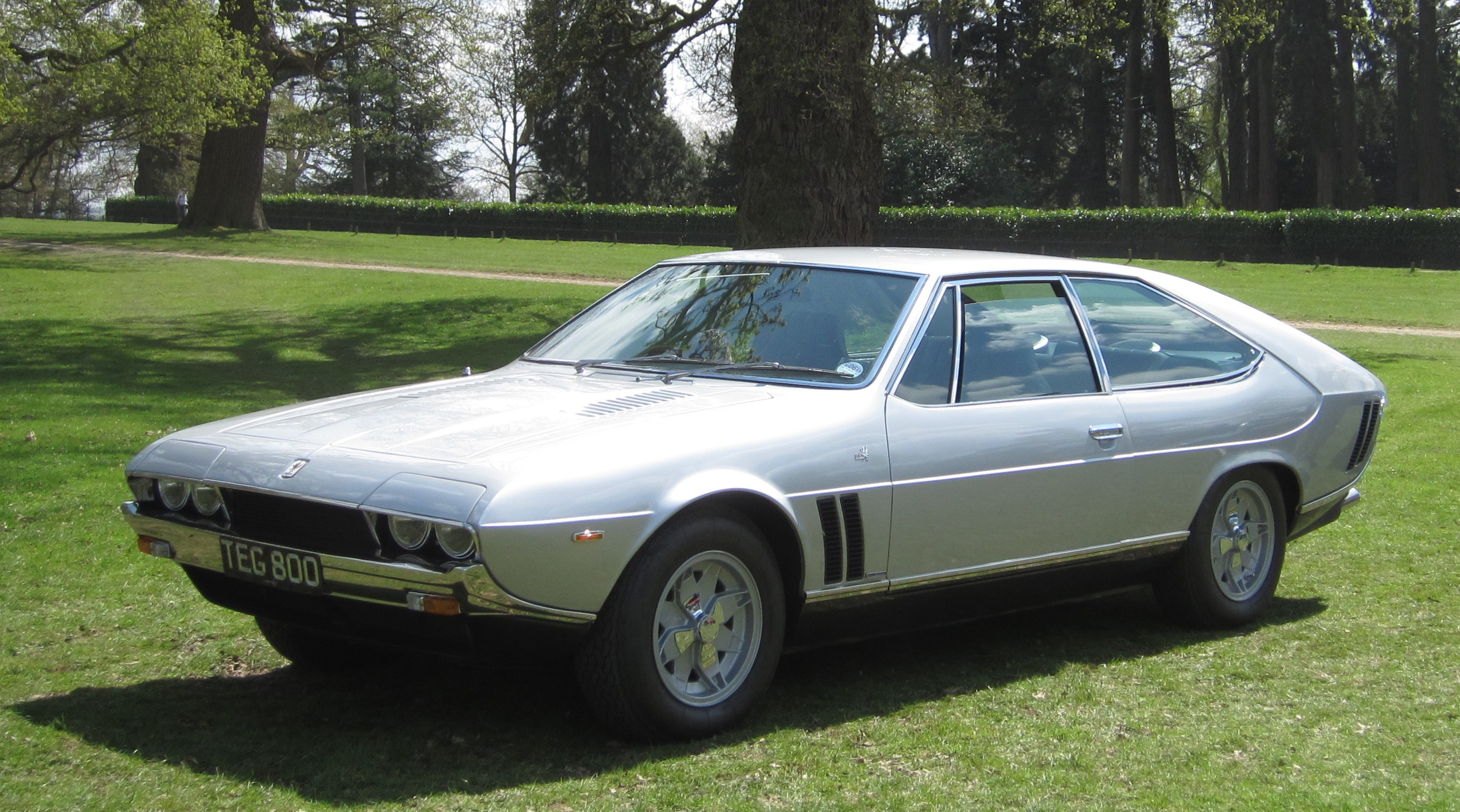
Iso Lele, lleva el nombre de la esposa del presidente de Iso, Piero. Su carrocería tenía el estilo anguloso propio de Marcello Gandini

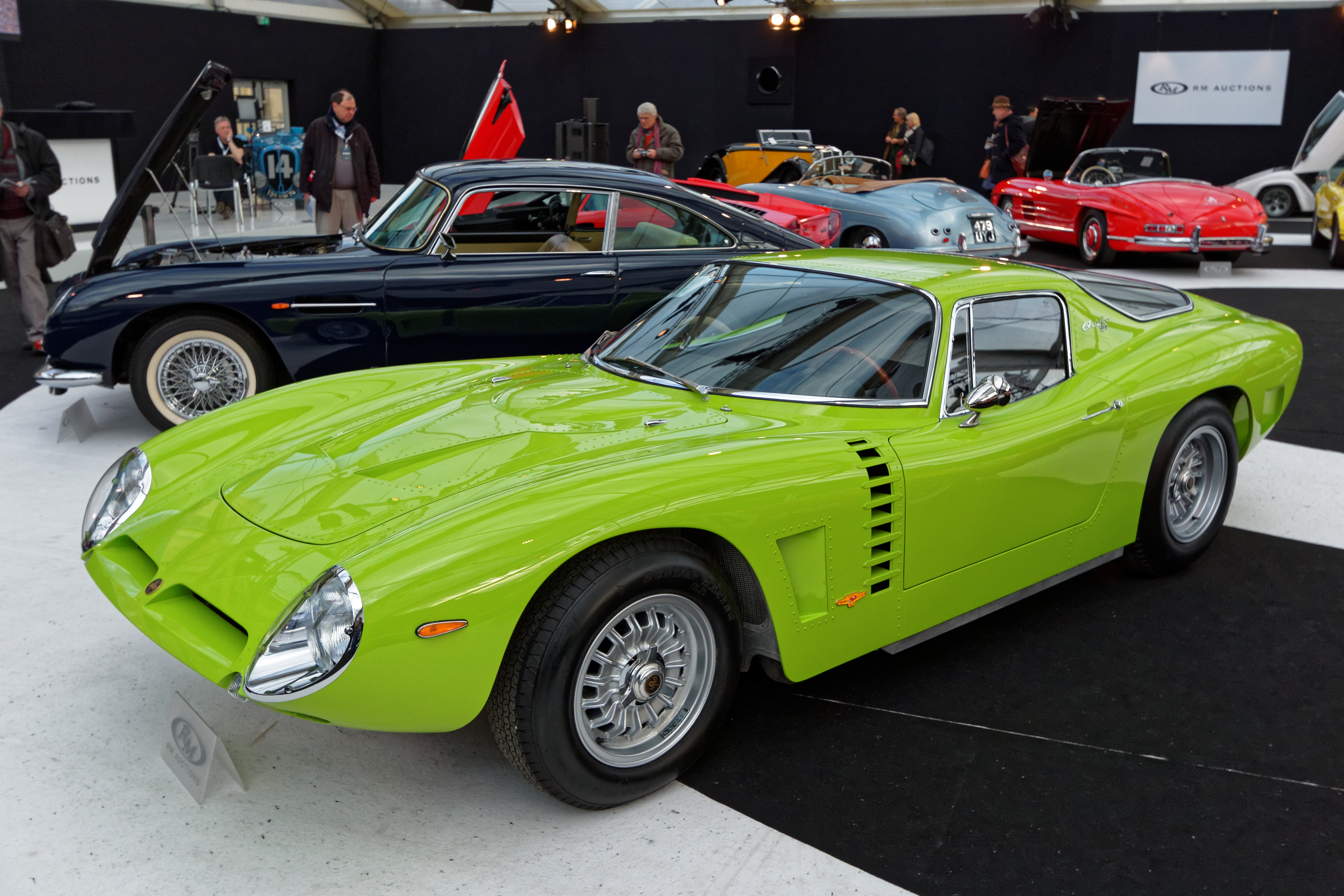
El A3C estaba destinado a ser la variante de carreras del Grifo, pero solo se construyeron 22 unidades antes de que Bizzarrini se separase de la compañía y diseñara su propia variante

Junto con el ingeniero Giotto Bizzarrini, el diseñador Giorgetto Giugiaro y el carrocero Bertone, Renzo Rivolta comenzó a desarrollar el Iso Rivolta IR 300, que se presentó por primera vez en el Salón del Automóvil de Torino de 1962.
El motor Chevrolet Small-Block de 5,4 L V8 y la transmisión provenían de General Motors en Detroit, y la suspensión De Dion y el sistema de frenos de disco en las cuatro ruedas provenían de los grandes Jaguar de la época. Este concepto se mantuvo para casi todos los modelos de Iso. A partir de 1971, los motores Ford 351 Cleveland reemplazaron al propulsor de bloque pequeño de GM.
El gran turismo más conocido de Iso fue el Grifo, que presentaba una carrocería de tipo berlinetta deportivo y de baja altura, dieñado por Bertone. Después de que Bizzarrini abandonara el proyecto, este prototipo formó la base de su propio modelo, el Bizzarini 5300 GT. El prototipo Grifo fue refinado aún más por Iso, recibiendo una carrocería reelaborada, menos agresiva y más lujosa, y entró en producción en 1965. Estaba propulsado por un motor Chevrolet Small-Block V8 de 327 pulgadas cúbicas (5,4 litros) que rendía según versiones 300 o 350 hp. En 1966, se mostró una versión convertible del Grifo, pero nunca alcanzó la producción. A partir de 1968, el Grifo también estaba disponible con motor Chevrolet Big-Block  V-8 de 427 pulgadas cúbicas; esta versión se conocía como el "Grifo 7 litri" y se reconocía fácilmente por la amplia entrada de aire en el capó. La Serie II, lanzada en 1970, presentaba faros ocultos y un área frontal ligeramente modificada.
Tras la repentina muerte de Renzo Rivolta en Milán el 20 de agosto de 1966, su hijo de 25 años, Piero, se convirtió en el director de Iso. Bajo el liderazgo de Piero, Iso construyó la limusina 'S 4' (de "cuatro asientos", luego denominada Fidia) con carrocería de Ghia, el Grifo 7 litri (con el motor marino GM V8 7 L) y el 2+2 fastback Cupé Lele (1969) con carrocería diseñada por Bertone, pensado como sucesor del IR 300. La planta de Iso Rivolta se trasladó de Bresso a Varedo en 1972. Aparte del Grifo Serie II, del Fidia y del Lele, se desarrolló un prototipo con motor central llamado Varedo, diseñado por Ercole Spada, pero solo se construyó uno de estos automóviles. Iso se declaró en quiebra en 1974, después de que solo se hubieran construido 1700 Iso Gran Turismo en esos diez años.

## Modelos producidos

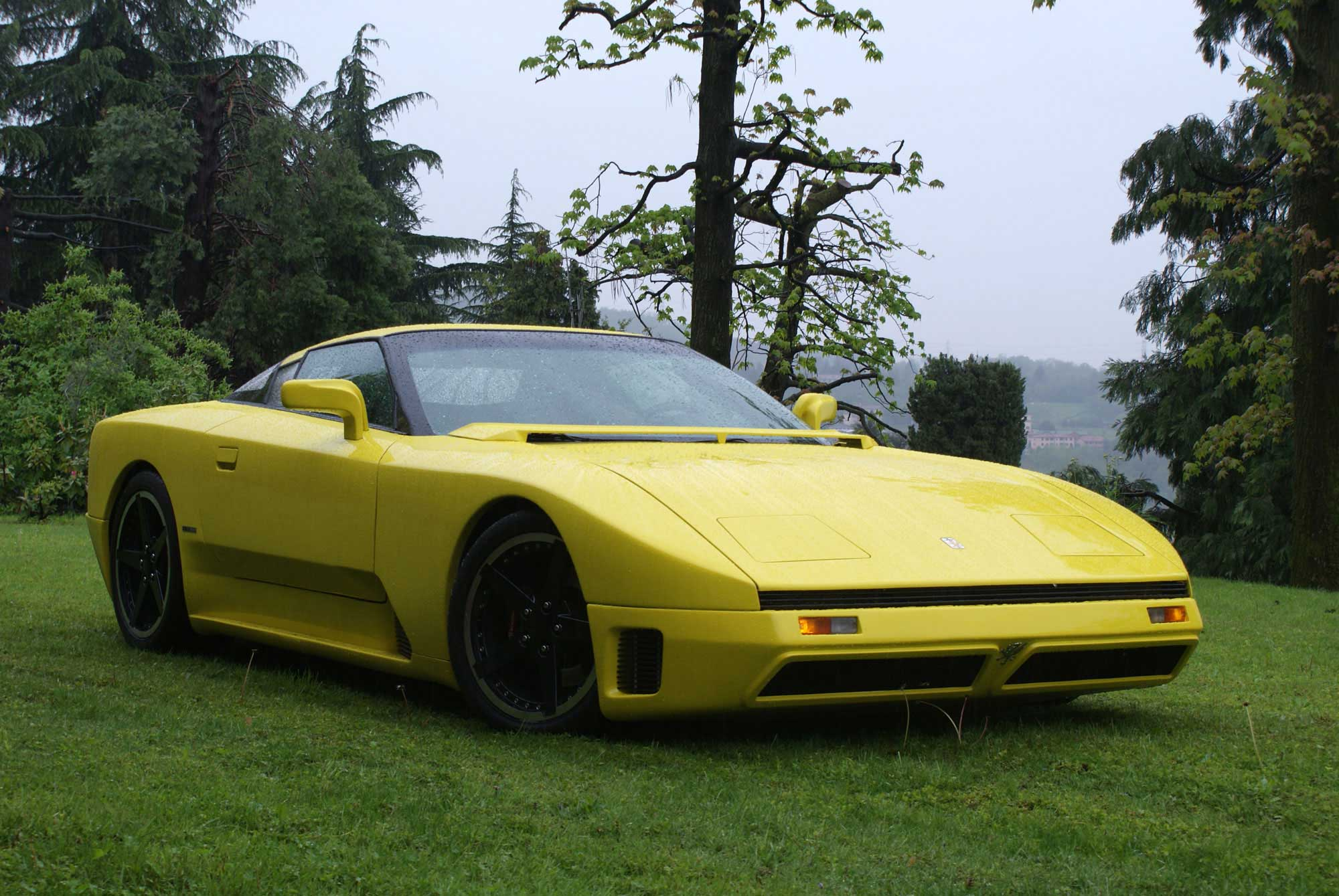
Iso Grifo 90

Datos procedentes de Automobile-catalog.com.
| Años      | Modelo                     | Potencia                                          | Velocidad máxima           | Notas                       | Imagen |
| 1953-55   | Isetta                     | 10 CV (7 kW)                                      | 85 km/h (53 mph)           |                             |        |
| 1963-70   | Rivolta IR 300/340/350     | 300 CV (221 kW); 340 CV (250 kW); 350 CV (257 kW) | 205-258 km/h (127-160 mph) | Motor Chevrolet             |        |
| 1964      | Grifo A3 L                 | 365 CV (268 kW)                                   | 275 km/h (171 mph)         | Motor Chevrolet             |        |
| 1966-72   | Grifo Lusso GL 300/340/350 | 300 CV (221 kW); 340 CV (250 kW); 350 CV (257 kW) | 210-260 km/h (130-162 mph) | Motor Chevrolet             |        |
| 1972-1974 | Grifo IR8                  | 325 CV (239 kW); 330 CV (243 kW)                  | 255 km/h (158 mph)         | Motor Ford                  |        |
| 1968-70   | Grifo 7 Litri              | 400 CV (294 kW)                                   | 300 km/h (186 mph)         | Motor Chevrolet (427)       |        |
| 1970-72   | Grifo Can Am               | 400 CV (294 kW)                                   | 300 km/h (186 mph)         | Motor Chevrolet (427 & 454) |        |
| 1968-72   | Fidia S4 300/350           | 300 CV (221 kW); 350 CV (257 kW)                  | 220-240 km/h (136-150 mph) | Motor Chevrolet             |        |
| 1972-74   | Fidia IR10                 | 325 CV (239 kW); 330 CV (243 kW)                  | 240 km/h (149 mph)         | Motor Ford                  |        |
| 1969-72   | Lele 300/350               | 300 CV (221 kW); 350 CV (257 kW)                  | 220-250 km/h (136-155 mph) | Motor Chevrolet             |        |
| 1972-74   | Lele IR6                   | 325 CV (239 kW); 330 CV (243 kW)                  | 245 km/h (152 mph)         | Motor Ford                  |        |

### Coches de concepto
- 1972 Iso Varedo
- 1993 Iso Grifo 90
- 1996 Iso Grifo 96
- 2017 Rivolta Zagato Vision Gran Turismo